# Мале Кузьмино
Мале Ку́зьмино (рос. Малое Кузьмино, ерз. Малое Кузьмино) — село у складі Ардатовського району Мордовії, Росія. Входить до складу Куракінського сільського поселення.

## Населення
Населення — 230 осіб (2010; 250 у 2002).
Національний склад (станом на 2002 рік):
- росіяни — 94 %